# 郑鄂
郑鄂（1952年11月—），男，汉族，山东济南人，中华人民共和国政治人物。中共中央党校法学专业研究生学历

## 生平
1969年2月参加工作。1970年12月加入中国共产党。1969年至1977年，先后担任中国人民解放军37900部队班长、副排长。1977年起，历任江苏省南京油泵油嘴厂党委书记、副厂长。1989年，任共青团江苏省南京市委书记、党组书记。1991年起，历任江苏省南京市下关区委副书记、区长、区委书记、区政协主席。1997年，出任江苏省南京市计划委员会主任。
1999年，郑鄂任江苏省南京市人民检察院检察长、党组书记。2003年，任江苏省人民检察院副检察长、党组副书记兼反贪污贿赂局局长。2005年，任江苏省人民检察院副检察长、党组副书记。2007年，任广东省高级人民法院党组书记、副院长。2008年1月，当选为广东省高级人民法院院长。2008年2月15日，获授二级大法官。2008年当选为第十一届全国人民代表大会广东地区代表。2013年1月31日，再度当选为广东省高级人民法院院长。2013年当选为第十二届全国人民代表大会广东地区代表。2016年1月，卸任广东省高级人民法院院长职务。